# Trichonta genitalis
Trichonta genitalis är en tvåvingeart som först beskrevs av Enrico Adelelmo Brunetti 1912.  Trichonta genitalis ingår i släktet Trichonta och familjen svampmyggor. Inga underarter finns listade i Catalogue of Life.